# 만하몽유록
《만하몽유록》(晩河夢遊錄)은 1907년 김광수가 지은 한문소설이다. 그의 문집 ≪만하유고 晩河遺稿≫ 「잡저 雜著」에 실려 있다.

## 특징
1907년 김광수(金光洙)가 지은 한문소설로 1책(140면) 석인본이다. 몽유록 유형의 한문소설이며, 6회의 장회(章回)로 구성되어 있다. 이 소설의 본래의 명칭은 ‘몽유록’으로 되어 있으나, 다른 몽유록 작품과 구별하기 위해 작자의 호를 따서 ‘만하몽유록’으로 불리고 있다. ≪만하유고 晩河遺稿≫ 「잡저 雜著」에 실려 있다.
작자가 스스로 몽유자가 되어, 꿈 속 세계에서 대한반도와 남쪽 섬나라 이상국인 자하도(紫霞島), 중국의 전역, 선계의 무릉도원(武陵桃園), 천상계와 지옥계를 두루 넘나들면서, 시대상황에 따른 현실인식과 문학적 재능을 드넓게 드러내는 작품이다.

## 내용
1907년 7월 1일 밤 작자는 꿈 속에서 괴안국(槐安國)에 들어가, 40년간 공명을 누리다가 고향에 돌아온다. 우리나라의 산천을 두루 유람하고 난 후, 배가 풍랑에 밀려 중국의 태화산(太華山)에 이른다.
여기서 태을진인(太乙眞人)을 만나 사해유심주(四海遊心舟)라는 배를 얻어 무릉도원에 도착한다. 주옹(朱翁)과 진옹(陳翁)을 만나, 그들에게 중국의 역사와 지금의 세계 상황에 대하여 작자의 경륜을 피력한다.
유심주를 타고 조선 남쪽 바다에 위치한 ‘자하도’에 이르러, 수문장인 청포(靑袍)소년을 만나 조선의 인재 등용의 모순과 독립하려는 뜻을 말해 주고, 소년으로부터 태평성대를 구가하는 이 곳의 정교·민속·위의·기상에 대하여 듣는다.
다시 유람하여 중국의 명승지를 두루 답사하면서, 옛사람들을 추모하는 시를 읊는다. 옥경(玉京)에 이르러 상제에게 조선의 운명이 위급함을 아뢴다. 팔황종의마(八荒縱意馬)를 얻어 중국 내륙의 여러 곳을 편람하며 고인을 추념하는 시를 읊는다. 임공(臨卭) 땅을 지나다가 옥계화(玉桂花)라는 미인과 만나 한 달간 사랑을 나눈 후 작별한다.
심양(瀋陽)에 이르러 삼학사(三學士)를 추모한다. 꿈에 지부(地府)의 해동충의지문(海東忠義之門)에서 삼학사와 담론한 후 헤어진다.
대한충신 민영환(閔泳煥)·조병세(趙秉世)의 문에서 그들을 만나 충절을 찬양한다. 대한의사(大韓義士) 송병준(宋秉濬)·최익현(崔益鉉)의 문에서 그들을 만나, 당대 현실에 대한 우려를 표하고 일본을 물리칠 방책을 묻는다.
해동난적지굴(海東亂賊之窟)·조선사흉지굴(朝鮮四凶之窟)·대한오적지굴(大韓五賊之窟)을 둘러본다. 조선 사흉 가운데 하나는 해외에 도주했다가 지금은 개과천선한 상태라 하고, 대한오적지굴은 비어 있는 채로 미리 지옥을 만들어 그들을 기다린다고 한다. 염라국왕에게 소를 올려 자신의 불평한 뜻을 아뢴다. 염라왕은 자신의 13대조 김인후(金麟厚)였다.
다시 심양으로 돌아와 잠을 깨었다. 걸어서 산해관을 지나 압록강에 이른다. 강을 건너려 할 즈음 태을진인이 다시 나타나 유심주를 주고, 황건역사가 나타나 종의마를 주어, 이를 번갈아 타고 고향집에 돌아와 꿈에서 깬다.

## 해석
몽유록의 전통을 계승한 이 작품은 문학사에서 특이한 위치에 놓인다. 그것은 고전소설이 쇠퇴하고 신소설이 등장하는 시점에서 가장 고전적인 형식의 전통을 활용하면서, 한일합방이 눈앞에 닥친 1907년의 절박한 조국의 상황에 대한 날카로운 현실인식을 드러내고 있다는 점이다.
작자의 관점에는 유가 윤리의 보수적 인식과 존명배청(尊明排淸)의 의식이 존재한다. 그럼에도 불구하고, 「만하몽유록」에는 당대 서구문명이 앞선 실상과 열강(列强)의 세계판도, 청과 조선의 멸망에 대하여 그 추이를 온전하게 파악하고 있는 작자의 시각이 전편에 걸쳐 나타나 있다.
나아가, 1907년 당시의 위태로운 국가의 상황에 대한 시대인식과 이를 타개해 보려는, 그러나 한편 절망감을 되씹어야 하는 작자 나름의 고뇌가 드러나 있다.
특히 옥경에 이르러 상제에게 올린 소에 보면, 을미사변(乙未事變)에 이은 일본의 침탈에 대한 위기의식과 신하들의 매국에 대한 분노가 드러나 있으며, 송병준과 최익현을 만난 자리에서는, 1907년 고종(高宗)의 양위(讓位)와 군대해산을 목도한 작자의 비분, 그리고 나라를 구할 방책이 더 이상 없다는 현실에 대한 절망감이 토로된다.
공간의 이동을 서사 전개의 틀로 삼고 조선의 지리와 역사, 중국을 비롯한 세계의 정세 등의 다양한 내용을 담고 있어서 한말(韓末) 지식인들의 현실 인식의 한 단면을 보여 준다.

## 같이 보기
- 「만하몽유록의 연구」(김기동,『한국문학연구』,10집,동국대,1987)
- 「애국계몽기 고전장편소설의 역사현실 대응-정씨복선록과 만하몽유록-」(장효현,『어문논집』 23집,고려대학교 국어국문학연구회,1994)